# Gerolamo Sansoni
Gerolamo Sansoni (1490 – 1536) è stato un vescovo cattolico italiano.

## Biografia
Nacque nel 1490. Poco si sa della sua vita.
Il 5 novembre 1511 papa Giulio II lo nominò vescovo di Arezzo; succedette al cardinale Raffaele Sansoni Riario, nipote del pontefice. Ricevette la consacrazione episcopale il 25 luglio 1525 a Roma dalle mani del vescovo Paride Grassi, vescovo di Pesaro. 
Nel 1515 permutò la sede aretina con Ottaviano Maria Sforza, da cui ottenne la diocesi di Lodi. Papa Leone X formalizzò lo scambio solo il 19 novembre 1519, nominandolo vescovo di Lodi. Nel 1527 lo Sforza tornò a Lodi con il supporto di truppe mercenarie, e resse il governo della diocesi fino al 1533, quando Sansoni fu reinsediato sulla cattedra lodigiana. 
Morì poi nel 1536.

## Genealogia episcopale
La genealogia episcopale è:
- Cardinale Guillaume d'Estouteville, O.S.B.Clun.
- Papa Sisto IV
- Papa Giulio II
- Cardinale Achille Grassi
- Vescovo Paride Grassi
- Vescovo Gerolamo Sansoni